# فودو بالو-توره
فودو بالو-توره (فرانسوی: Fodé Ballo-Touré‎؛ زادهٔ ۳ ژانویهٔ ۱۹۹۷) بازیکن فوتبال اهل فرانسه است که به صورت قرضی برای باشگاه فولام بازی می‌کند.
از باشگاه‌هایی که در آن بازی کرده می‌توان به لیل و موناکو اشاره کرد.
وی همچنین در رده پایه برای تیم ملی فوتبال زیر ۲۱ سال فرانسه بازی کرده‌است.